# کارمانوو (شهرستان یانائولسکی، باشقیرستان)
کارمانوو (انگلیسی: Karmanovo) یک شهرک در شهرستان یانائولسکی استان باشقیرستان کشور روسیه است.